# Florianna
A Florianna a Flórián férfinév női párja.

## Gyakorisága
Az 1990-es években szórványos név, a 2000-es években nem szerepel a 100 leggyakoribb női név között.

## Névnapok
- május 1.[2]
- május 4.[2]